# Gaullisme

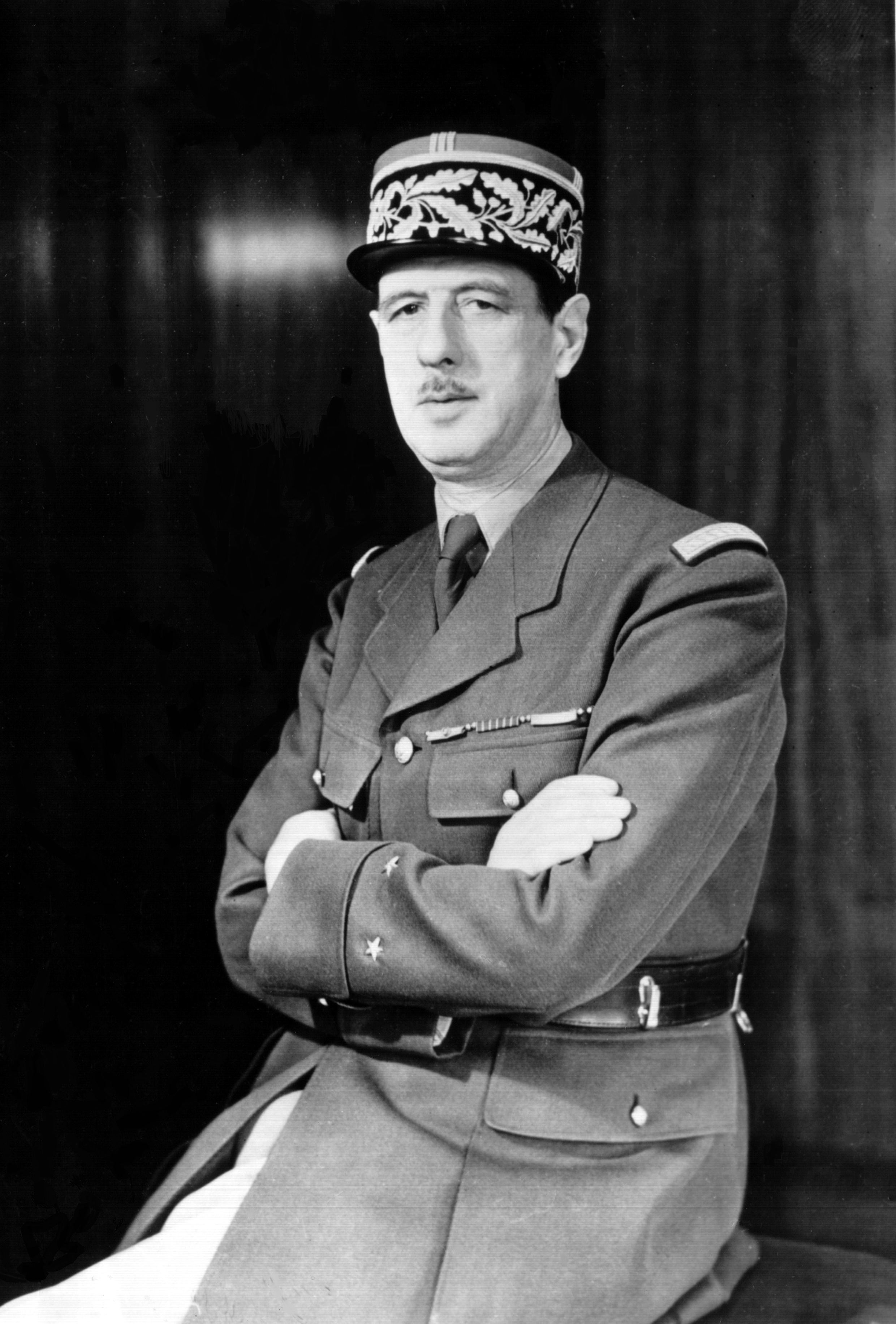
Charles de Gaulle

Het gaullisme is een ideologie die het gedachtegoed van de vroegere Franse president Charles de Gaulle (1959-1969) aanhangt. Het gaullisme is centrumrechts, leunt op een grote, slagvaardige ambtenarij en streeft naar een sterke, Franse onafhankelijkheid, een nationaal aangestuurde republiek, naar eenheid en een sterk presidentschap. De gaullistische partij in Frankrijk, de Rassemblement pour la République van president Jacques Chirac, fuseerde in 2002 met de Démocratie libérale van premier Jean-Pierre Raffarin tot de Union pour un mouvement populaire UMP.
De Union pour un Mouvement Populaire heeft onder leiding van Nicolas Sarkozy meer en meer afstand genomen van het gaullisme. Zo zorgde Sarkozy er begin 2009 voor dat Frankrijk na 43 jaar in de NAVO terugkeerde.
De presidenten Georges Pompidou en Jacques Chirac waren gaullisten.

## Gaullistische partijen
De volgende gaullistische partijen ontstonden in de loop van de tijd uit:
- Rassemblement du peuple français RPF, Groepering van het Franse Volk — 1947-1953
- Union des républicains d'action sociale URAS, Unie van de Republikeinen van de Sociale Actie — 1953-1956
- Centre national des Républicains sociaux CNRS, Nationaal Centrum van Sociale Republikeinen — 1956-1958
- Union pour la nouvelle République UNR, Unie voor de Nieuwe Republiek — 1958-1967, 1962-67: UNR-UDT
- Union démocratique du travail UDT, Democratische Unie van de Arbeid — 1958-1967, 1962-67: UNR-UDT
- Union pour la nouvelle République UNR-UDT - Union Démocratique du Travail, coalitie van deze twee — 1962-1967
- Union démocratique pour la Ve République UD-Ve, Democratische Unie voor de Vijfde Republiek — 1967-1968
- Union pour la défense de la République UDR, Unie voor de Verdediging van de Republiek — 1968-1971
- Union des démocrates pour la République UDR, Unie van Democraten voor de Republiek — 1971-1976
- Rassemblement pour la République RPR, Groepering voor de Republiek — 1976-2002